# Lohta
Lohta è una suddivisione dell'India, classificata come census town, di 19.695 abitanti, situata nel distretto di Varanasi, nello stato federato dell'Uttar Pradesh. In base al numero di abitanti la città rientra nella classe IV (da 10.000 a 19.999 persone).

## Geografia fisica
La città è situata a 25° 18' 40 N e 82° 56' 08 E.

## Società

### Evoluzione demografica
Al censimento del 2001 la popolazione di Lohta assommava a 19.695 persone, delle quali 10.481 maschi e 9.214 femmine. I bambini di età inferiore o uguale ai sei anni assommavano a 4.311, dei quali 2.200 maschi e 2.111 femmine. Infine, coloro che erano in grado di saper almeno leggere e scrivere erano 9.930, dei quali 5.745 maschi e 4.185 femmine.